# Langues asliennes

Carte illustrant la théorie traditionnelle du peuplement de la péninsule malaise, qui répartit les Orang Asli en « Negritos », « Senoi » et « Proto-Malais ».

Les langues asliennes sont un rameau de la branche môn-khmer des langues austroasiatiques parlées en Malaisie et en Thaïlande.
On les nomme ainsi par référence aux Orang Asli, nom sous lequel le gouvernement malaisien désigne les populations autochtones de la péninsule Malaise. La plupart de ces populations parlent en effet des langues môn-khmer.

## Classification
On en dénombre 18 réparties en 4 groupes selon la classification suivante :
- Jah hut (Malaisie péninsulaire, Thaïlande)
- Langues asliennes du Nord (8) :
  - Cheq wong (Malaisie péninsulaire);
  - Sous-groupe oriental :
    - Batek;
    - Jehai;
    - Jedek découvert en 2017 ;
    - Minriq (en);
    - Mintil (en),

  - Tonga (Thaïlande)
  - Sous-groupe occidental :
    - Kintaq;
    - Kensiu,
- Langues senoïques (5, Malaisie péninsulaire) : 
  - Lanoh (en);
  - Sabüm (en);
  - Semai;
  - Semnam (en);
  - Temiar (en),
- Langues asliennes du Sud (4, Malaisie péninsulaire) 
  - Besisi;
  - Semelai;
  - Semaq Beri (en);
  - Temoq (en).